# Lunasia amara
Lunasia amara är en vinruteväxtart som beskrevs av Francisco Manuel Blanco. Lunasia amara ingår i släktet Lunasia och familjen vinruteväxter. Utöver nominatformen finns också underarten L. a. babuyanica.